# 天野隆重
天野隆重（1503年-1584年），日本戰國時代武將。先跟從大內氏，後來成為毛利氏的家臣。父親是天野元行（又稱天野元貞），儿子有天野元嘉、天野元明、天野武弘、天野元佑、天野元友、天野元信。

## 生平
天野氏是安藝國國人眾之一，金明山城城主。向來從屬戰國大名大內義隆，不過，天文20年（1551年）大內義隆因重臣陶晴賢的造反,走投無路而自殺（大寧寺之變），天野隆重於是改為從屬控制大半個安藝國的毛利元就，隆重的母親是毛利氏的一門眾宿老福原廣俊的女兒，而且妻子也是廣俊的兒子福原貞俊的妹妹，所以受到毛利元就深厚的信賴。隆重之弟天野隆良，在大寧寺之變跟隨大內義隆被討死。
此後，天野隆重一方面維持某種程度的獨立性，另一方面追隨毛利氏，參加了嚴島之戰和攻略周防，長門兩國等等。1562年曾擔任九州豐前松山城城代，抵擋了大友氏軍隊數次的進攻。尼子氏滅亡後，被任命為原尼子氏根據地月山富田城的城代。永祿12年（1569年），尼子氏的餘黨尼子勝久和山中幸盛為了復興尼子氏，組織部隊進入出雲意圖奪還月山富田城，尼子氏殘黨蜂起呼應者超過6,000人。當時，毛利氏主力正在北九州與大友氏爭戰，月山富田城的守兵僅僅300人。隆重向城主毛利元秋獻上一計，以詐降書引誘尼子再興軍進攻月山富田城，順利擊退秋上宗信所率的2,000兵，之後又屢次擊退山中鹿介的攻擊，等到毛利軍本隊回援出雲國的消息傳開後，尼子再興軍一哄而散，隆重成功守住月山富田城。此後，隆重獲提升擔任出雲國守護代。
天正12年（1584年），天野隆重逝世。墓地在山口縣岩國市的大梅山通化寺，隆重夫婦與兒子元嘉夫婦合葬。